# Vombisidris bilongrudi
Vombisidris bilongrudi é uma espécie de formiga do gênero Vombisidris, pertencente à subfamília Myrmicinae.